# Cirsium eriophorum
Il cardo scardaccio (nome scientifico Cirsium eriophorum (L.) Giovanni Antonio Scopoli, 1772) è una pianta erbacea angiosperma dicotiledone perenne molto robusta, appartenente alla famiglia delle Asteraceae.

## Etimologia
Il nome del genere (cirsium) deriva dalla parola greca kirsos = varice; da questa radice deriva poi la denominazione Kirsion, un vocabolo che sembra servisse ad identificare una pianta usata per curare questo tipo di malattia. Da kirsion  in tempi moderni il botanico francese Tournefort (1656 - 708) derivò il nome Cirsium dell'attuale genere.

Il nome italiano “cardo” è abbastanza generico in quanto nel linguaggio comune si riferisce a diversi generi e specie di piante. Tra i generi che vengono chiamati direttamente “cardo”, oppure hanno una o più specie che comunemente si chiamano con questo nome citiamo: Carduus, Carduncellus, Carlina, Centaurea, Cnicus, Cynara, Echinops, Galactites, Jurinea, Onopordum, Scolymus, Silybum, Tyrimnus, tutti della famiglia delle Asteraceae. Ma anche in altre famiglie abbiamo dei generi con delle specie che volgarmente vengono chiamate “cardi” : il genere Eryngium della famiglia delle Apiaceae o il genere Dipsacus della famiglia delle Dipsacaceae.

Il binomio scientifico della pianta di questa voce è stato inizialmente proposto da Carl von Linné (1707 – 1778) biologo e scrittore svedese, considerato il padre della moderna classificazione scientifica degli organismi viventi, e successivamente perfezionato dal medico e naturalista italiano Giovanni Antonio Scopoli (Cavalese, 3 giugno 1723 – Pavia, 8 maggio 1788) nella pubblicazione ”Flora Carniolica” nel 1772.

L'epiteto specifico (eriophorum) significa “cuscinetto di lana” e fa riferimento all'aspetto del suo capolino in particolare all'involucro dai peli infeltriti.

## Descrizione

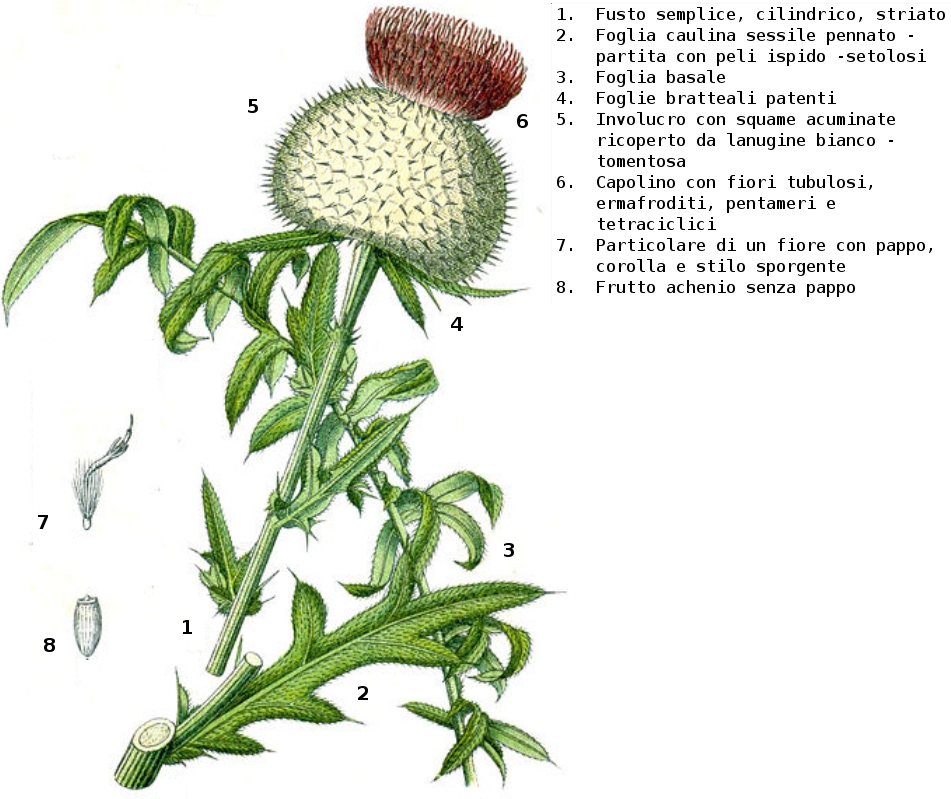
Descrizione delle parti della pianta

Le dimensioni media di questa pianta vanno da 50 a 150 cm (ma può raggiungere anche i 2 metri). La forma biologica della specie è emicriptofita bienni (H bienn); sono piante a ciclo riproduttivo biennale per mezzo di gemme poste al suolo. Nel corso del primo anno presentano solamente una rosetta fogliare mentre nel secondo anno fioriscono completamente.

### Radici
Radici secondarie da rizoma.

### Fusto

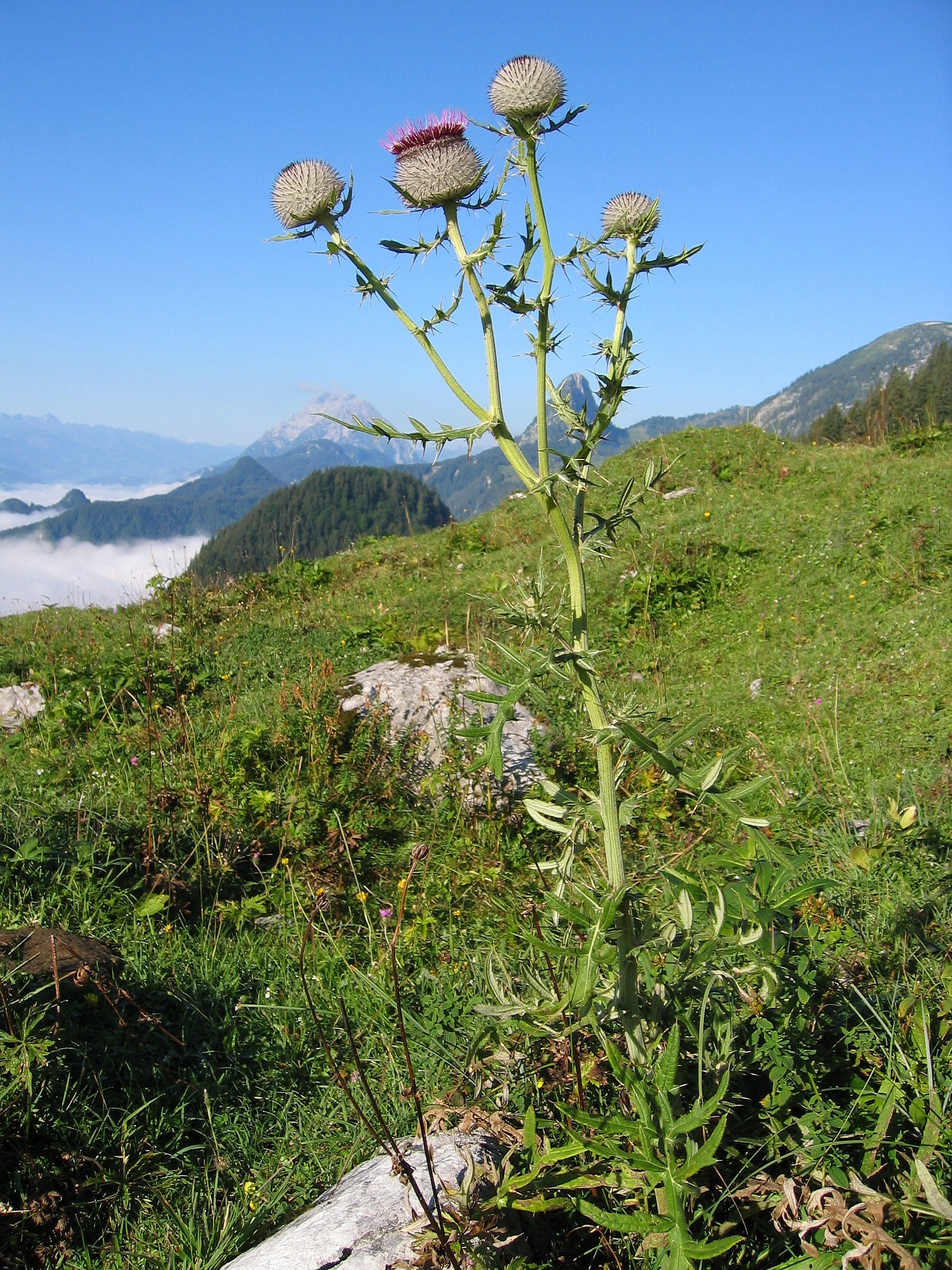
Portamento

- Parte ipogea: la parte sotterranea del fusto è un grosso rizoma.
- Parte epigea: la parte aerea del fusto è semplice o poco ramosa a sezione cilindrica con la superficie striata; ha un andamento eretto, coperto da una lanugine bianco - tomentosa.

### Foglie
Le foglie sono grandi e verdi a disposizione sparsa; la superficie è cosparsa di peli ispido – setolosi sulla parte superiore della pagina fogliare, mentre è bianco - tomentosa di sotto. Le foglie sono inoltre sessili o sub - amplessicauli; sono di forma pennatifida (o pennato - partite), suddivise in lobi lineari o lanceolato - acuti e distanziati con delle spine all'apice. Anche il margine della lamina presenta delle spinule. Le foglie non sono decorrenti come in altre specie del genere.
Dimensione delle foglie: lunghezza media 10 – 30 cm; la zona centrale indivisa è larga 1 – 1,5 cm; i segmenti (massimo 6 per lato) sono larghi da 1 – 1,5 cm e lunghi 3 – 4 cm; le spinule ai bordi delle foglie sono lunghe 2 –3 mm.

### Infiorescenza
L'infiorescenza è formata da un capolino terminale (all'apice del fusto principale), normalmente solitario ma molto grande di forma globosa con foglie bratteali patenti o riflesse (da 2 a 4 foglie) che però di norma non superano la dimensione del capolino. L'involucro, a forma ovoide, è composto da numerose brattee (squame) ovato – acuminate dotate di spine all'apice. Anche questa parte della pianta è coperta da una lanugine bianco – tomentosa simile ad una ragnatela (sembra quasi una scacchiera!). Le brattee esterne sono ricurve o patenti; le mediane sono erette. Il ricettacolo è conico. Dimensioni del capolino 4 – 7 cm (comprende anche i fiori); dimensione dell'involucro: larghezza 3 – 7 cm, altezza 2,5 cm; lunghezza delle spine apicali dell'involucro 2 – 4 mm, mentre le squame sono larghe 1,5 – 2 mm e lunghe 20 – 35 mm. Dimensioni del ricettacolo: 20 x 8 mm.

### Fiori

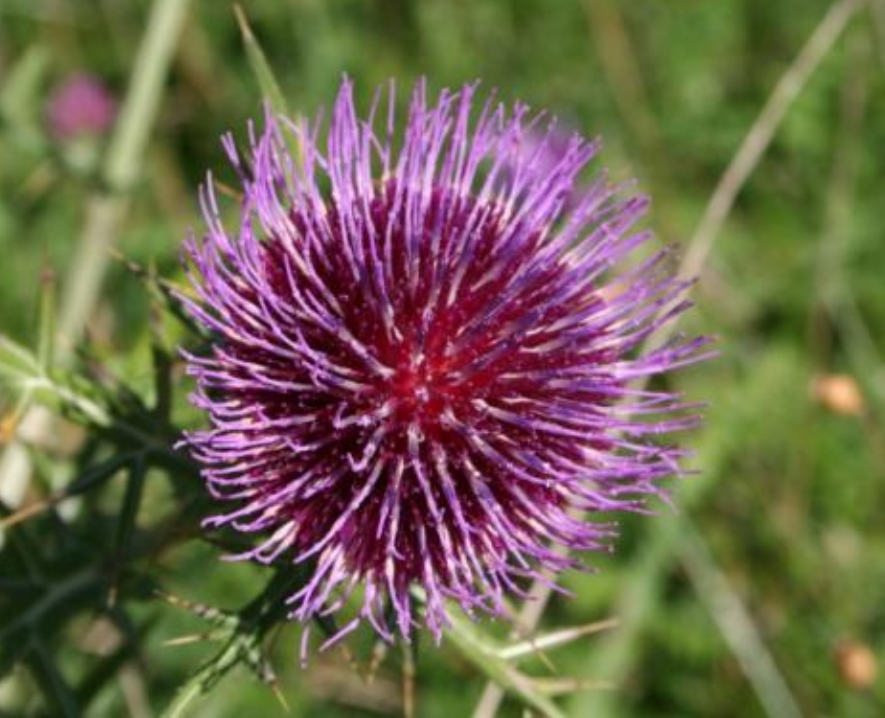
Capolino con fiori tubulosi

I fiori del capolino sono tutti tubulosi (il tipo ligulato, presente invece nella maggioranza delle Asteraceae,  è assente) e fuoriescono dall'involucro sotto forma di un largo pennello. I fiori sono inoltre ermafroditi, tetraciclici (calice– corolla – androceo – gineceo) e pentameri.
- Formula fiorale :

- /x K {\displaystyle \infty }, [C (5), A (5)], G 2 (infero), achenio

- Calice: i sepali del calice sono ridotti al minimo.
- Corolla: la corolla è purpurea o rosso – violacea o rosea – scuro (raramente bianca). Dimensione della corolla: lunghezza totale 30 – 45 cm; lunghezza del tubo 18 – 27 mm; lunghezza della gola 6 – 9 mm; lunghezza dei lobi 6 – 9 mm.
- Androceo: sono presenti 5 stami.
- Gineceo: i carpelli sono 2 e formano un ovario infero uni – loculare; lo stilo ha un stimma bifido che sporge notevolmente dalla corolla.
- Fioritura: da giugno a settembre. I semi maturano da agosto ad ottobre.

### Frutti

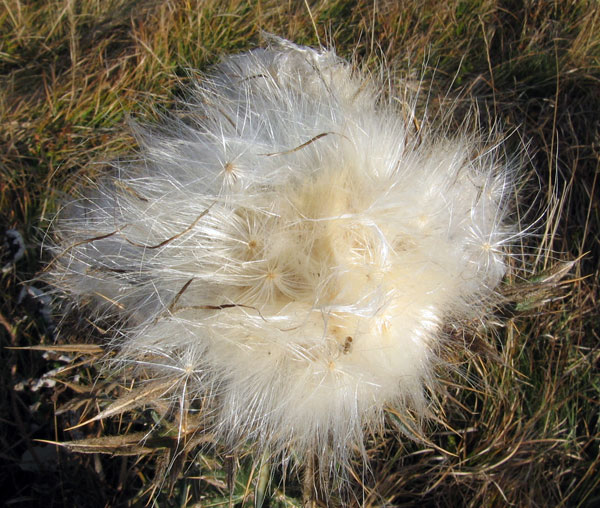
Il pappo

Il frutto è un achenio cilindrico con pappo piumoso formato da molte file di peli barbosi riuniti alla base.  Il pappo ha la funzione di aiutare la dispersione del seme portato lontano dal vento. Dimensione del pappo 20 – 30 mm.

## Biologia
- Impollinazione: l'impollinazione avviene tramite insetti (impollinazione entomogama) o eventualmente ad opera del vento (impollinazione anemogama). Tra gli insetti vi possono essere farfalle diurne e notturne (lepidotteri, falene e coleotteri) e api.
- Riproduzione: la fecondazione avviene fondamentalmente tramite l'impollinazione dei fiori (vedi sopra).
- Dispersione: i semi cadendo a terra (dopo essere stati trasportati per alcuni metri dal vento per merito del pappo – disseminazione anemocora) sono successivamente dispersi soprattutto da insetti tipo formiche (disseminazione mirmecoria).

## Distribuzione e habitat

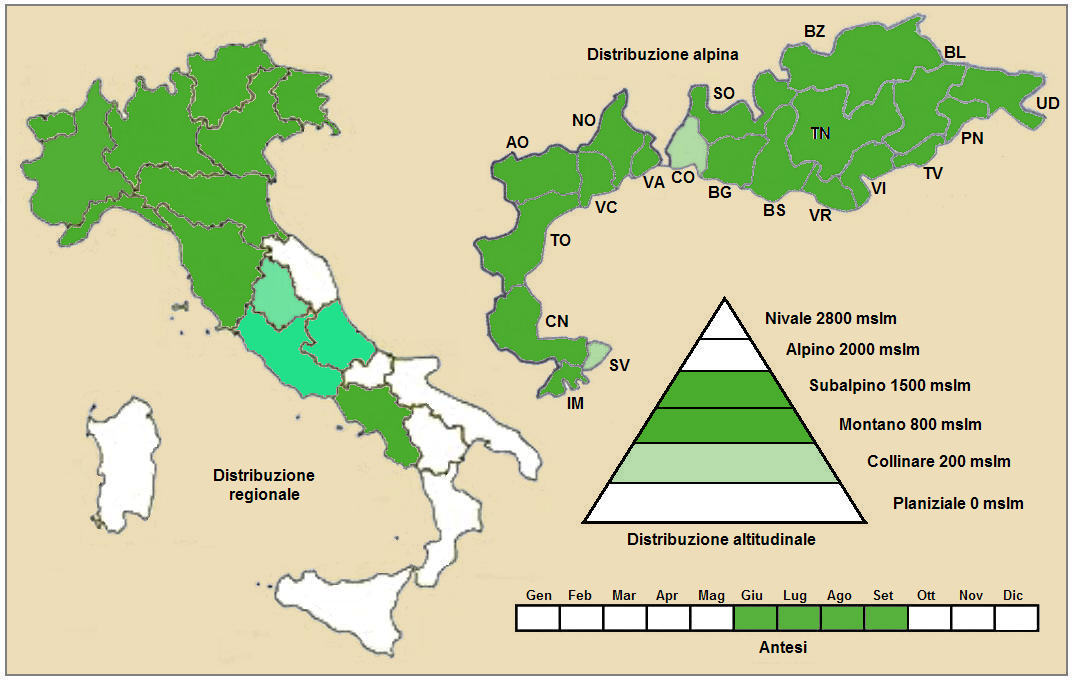
Distribuzione della specie eriophorum (Distribuzione regionale e distribuzione alpina)

- Geoelemento: il tipo corologico è "Centro e Sud Europeo”, ossia Europa temperata dalla Francia all'Ucraina, ma anche zona calde montane dell'Europa del sud, ossia "Orofita - Europeo"
- Distribuzione: questa pianta si trova su tutte le montagne europee (Pirenei, Alpi, Appennini (rara al centro - assente al sud), Carpazi, Balcani, Scozia e altri). Nell'Europa orientale e settentrionale si trova anche a basse altitudini. Si trova anche nella Foresta Nera, Massiccio del Giura, Massiccio Centrale.[15]
- Habitat: in Italia questo fiore si trova nei luoghi incolti, nelle radure boschive, lungo i sentieri di montagna e nei luoghi frequentati dal bestiame. La pianta preferisce zone a mezz'ombra. È da rilevare inoltre che è una pianta sinantropa (si può trovare frequentemente all'interno dei recinti degli animali) anche se ovviamente la sua origine è senz'altro di tipo naturale. In particolare il substrato preferito è calcareo ma anche calcareo/siliceo con pH basico, alti valori nutrizionali del terreno che deve essere secco.
- Distribuzione altitudinale:  da 100 a 1.800 m s.l.m.. Da un punto di vista altitudinale alpino questa sottospecie frequenta il piano vegetazionale montano, quello subalpino e in parte quello collinare;

### Fitosociologia
Dal punto di vista fitosociologico alpino Cirsium eriophorum appartiene alla seguente comunità vegetale:
Formazione: delle comunità perenni nitrofile
Classe: Artemisietea vulgaris
Ordine: Onopordetalia acanthii

## Tassonomia
La famiglia di appartenenza di questa voce (Asteraceae o Compositae, nomen conservandum) probabilmente originaria del Sud America, è la più numerosa del mondo vegetale, comprende oltre 23.000 specie distribuite su 1.535 generi, oppure 22.750 specie e 1.530 generi secondo altre fonti (una delle checklist più aggiornata elenca fino a 1.679 generi). La famiglia attualmente (2021) è divisa in 16 sottofamiglie.
Cardueae è una delle 4 tribù della sottofamiglia. La tribù Cardueae a sua volta è suddivisa in 12 sottotribù (la sottotribù Carduinae è una di queste). Il genere Cirsium elenca 435 specie con una distribuzione cosmopolita, 35 delle quali sono presenti spontaneamente sul territorio italiano.
Basionimo: Carduus eriophorus L., 1753

### Filogenesi
Il genere di questa voce è inserito nel gruppo tassonomico della sottotribù Carduinae. In precedenza provvisoriamente era inserito nel gruppo tassonomico informale "Carduus-Cirsium Group". La posizione filogenetica di questo gruppo nell'ambito della sottotribù è abbastanza vicina al "core" della sottotribù (con il genere Carduus forma un "gruppo fratello") e dalle analisi molecolari è stato calcolato in 7,2 milioni di anni fa la separazione di questo genere dal resto del gruppo (è stato l'ultimo a separarsi).
Il genere Cirsium spesso viene botanicamente “confuso” con altri generi come quello del Carduus o Cnicus (e di altri ancora). Le specie del primo genere ad esempio sono molto simili a quelle del Cirsium, anche se una certa distinzione è possibile servendosi dell'aspetto del pappo (in Cirsium è formato da setole piumose; mentre in Carduus è composto da pagliette denticolate scabre).
Questa pianta appartiene all'"Aggregato di C. eriophorum”. Si tratta di un gruppo polimorfo di difficile determinazione. A questo gruppo appartiene la seguente specie presente nella flora spontanea italiana: Cirsium spathulatum (Moretti) Gaudin. I seguenti caratteri sono distintivi per questo gruppo:
- il portamento delle piante è erbaceo bienne alte al massimo 20 cm;
- i fusti non sono alati;
- il contorno delle foglie è lanceolato con lobi laterali e spina apicale lunga fino a 20 mm;
- la pagina superiore delle foglie ha delle spine pungenti, quella inferiore si presenta da sparsamente pubescente a aracnoideo-lanosa;
- l'infiorescenza si compone di capolini solitari (o lassi racemi) sottesi da alcune foglie bratteali;
- gli involucri si presentano densamente pubescenti-tomentosi con brattee erette o ricurve (quelle esterne) e patenti (quelle mediane) larghe oltre 1,5 mm;
- il colore della corolla è purpureo con lobi corti.

La specie C. spathulatum (cardo scardaccio) si distingue per l'involucro che ha dimensioni minori da 30 a 40 mm, è inoltre glabro o al più sparsamente pubescente.
Il numero cromosomico di C. eriophorum è 2n=34.

#### Altre specie simili
Diverse sono le specie con caratteristiche più o meno simili che crescono negli stessi ambienti. L'elenco che segue descrive soprattutto il “Gruppo di C.  eriophorum” (sei specie compresa C. eriophorum) come è stato definito dai tassonomisti italiani.
- Cirsium tenoreanum Petrak – Cardo di Tenore: è molto simile alla specie “eriophorum”; si differenzia per i capolini più piccoli (2 – 2,5 cm).

Altre specie appartenenti al gruppo hanno l'involucro con le squame ispide (non bianco – tomentose) come:
- Cirsium ferox (L.) DC. - Cardo crudele: le foglie bratteali (del capolino) hanno una prominente nervatura centrale.
- Cirsium morisianum Rchb. - Cardo di Moris: l'apice delle squame è riflesso (piegato all'indietro).
- Cirsium lobelii Ten. sensu Lacaita – Cardo di L'Obel: le squame del capolino sono densamente ispide e patenti.
- Cirsium vallis-demonis Lojac. - Cardo del Valdemone: di questo gruppo è la specie col capolino più piccolo (1 –2 cm).

### Ibridi
Le varie specie del genere Cirsium s'incrociano abbastanza facilmente quando vivono vicine. I vari ibridi possono esser distinti a seconda che prevalgono le caratteristiche dell'una o dell'altra parte. Con le altre specie il “Cardo scardaccio” forma i seguente ibridi (l'elenco può non essere completo):

- Cirsium x dominii M. Schulze (1903) – Ibrido con Cirsium palustre
- Cirsium x fleischeri Podp. (1904)  – Ibrido con Cirsium canum
- Cirsium x grandiflorum Kittel (1844)  – Ibrido con Cirsium vulgare
- Cirsium x martinii M. Lambert (1911)  – Ibrido con Cirsium acaule
- Cirsium x meratii P. Fourn. (1928)  – Ibrido con Cirsium oleraceum
- Cirsium x sennenii Rouy (1905)  – Ibrido con Cirsium arvense

### Sinonimi
La specie Cirsium eriophorum, in altri testi, può essere chiamata con nomi diversi. L'elenco che segue indica alcuni tra i sinonimi più frequenti:

- Carduus eriophorus L., 1753
- Carduus spurius L.
- Carduus tomentosus Gilib.
- Carthamus ferox Lam.
- Cirsium chatenieri Legrand
- Cirsium chodatii Barb.-Gamp.
- Cirsium corbariense var. costae Sennen & Pau ex Sennen
- Cirsium dinaricum Vandas
- Cirsium eriocephalum Wallr.
- Cirsium eriophorum subsp. britannicum Petr.
- Cirsium eriophorum subsp. chatenieri (Legrand) P.Fourn.
- Cirsium eriophorum subsp. chodatii (Barb.-Gamp.) Rivas Mart. & al.
- Cirsium eriophorum subsp. degenii (Petr.) Soó
- Cirsium eriophorum subsp. dinaricum (Vandas) Petr.
- Cirsium eriophorum subsp. velenovskyi (Vandas) Petr.
- Cirsium eriophorum subsp. vulgare Petr.
- Cirsium eriophorum var. costae (Sennen & Pau ex Sennen) O.Bolòs & Vigo
- Cirsium eriophorum var. eriophorum
- Cirsium insubricum Moretti ex Bertol.
- Cirsium oviforme Gand.
- Cirsium proponticum Griseb.
- Cirsium vandasii Petr.
- Cirsium velenowskyi Vandas
- Cnicus cinaroides Sm.
- Cnicus eriophorus (L.) Roth
- Cnicus eriophorus var. eriophorus
- Cnicus spinosissimus M.Bieb.
- Epitrachys propontica K.Koch

## Usi

### Cucina
L'utilizzo alimentare per questa pianta è circoscritto ai fiori, alle foglie e al fusto. I ricettacoli (raccolti molto presto) cotti si possono mangiare come gli asparagi o i carciofi. Il fusto dopo averlo pelato si usa metterlo a lungo in un bagno di acqua per togliere l'amaro.

### Industria
Dai semi è possibile ricavare dell'olio.

## Altre notizie
Il Cardo scardaccio in altre lingue viene chiamato nei seguenti modi:
- (DE)  Gewöhnliche Wollkopf-Kratzdistel
- (FR)  Cirse laineux
- (EN)  Woolly Thistle

## Galleria d'immagini

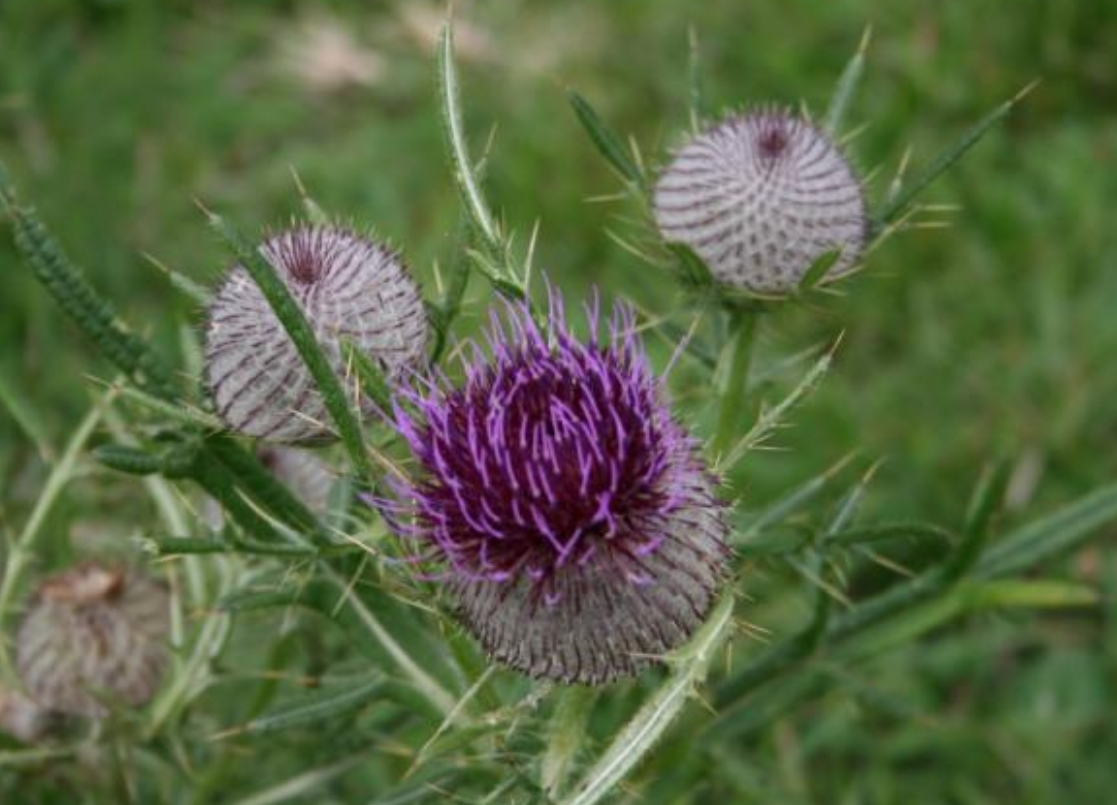
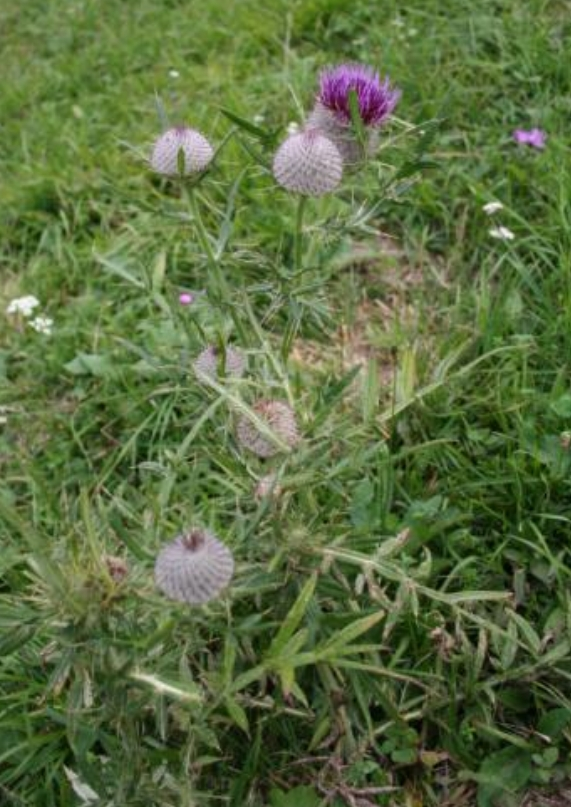
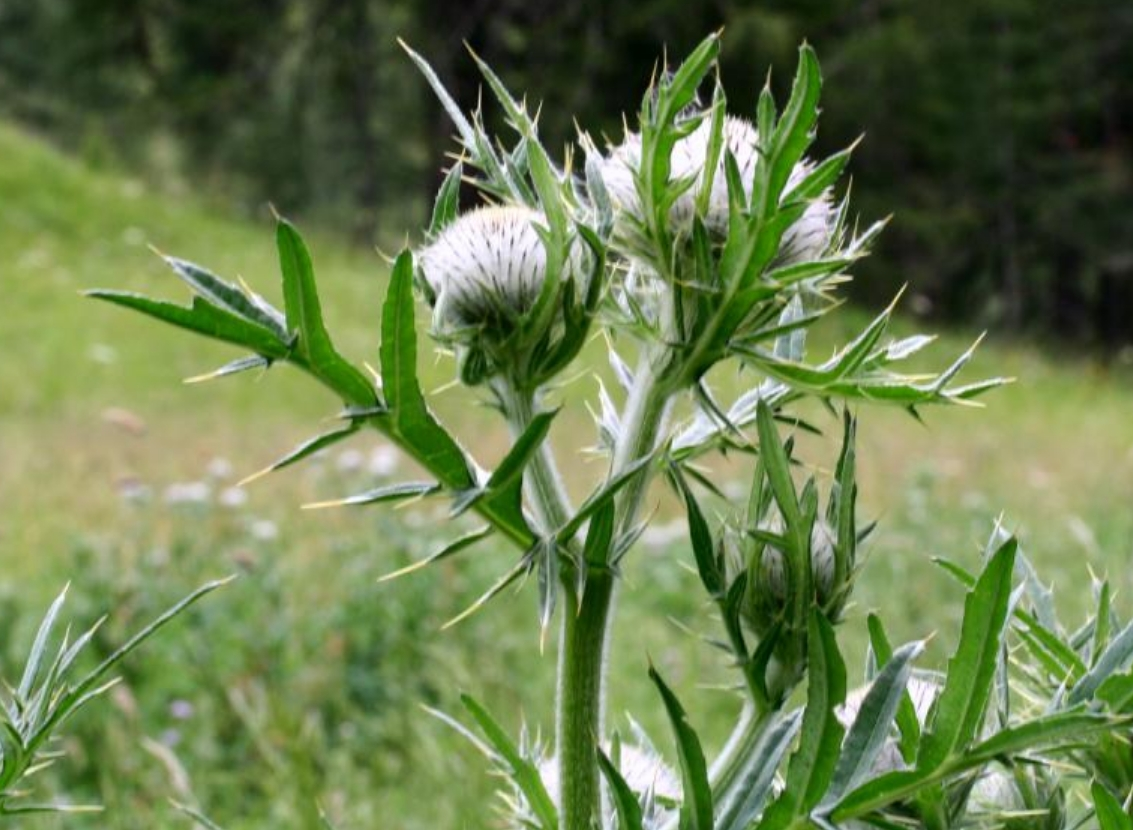
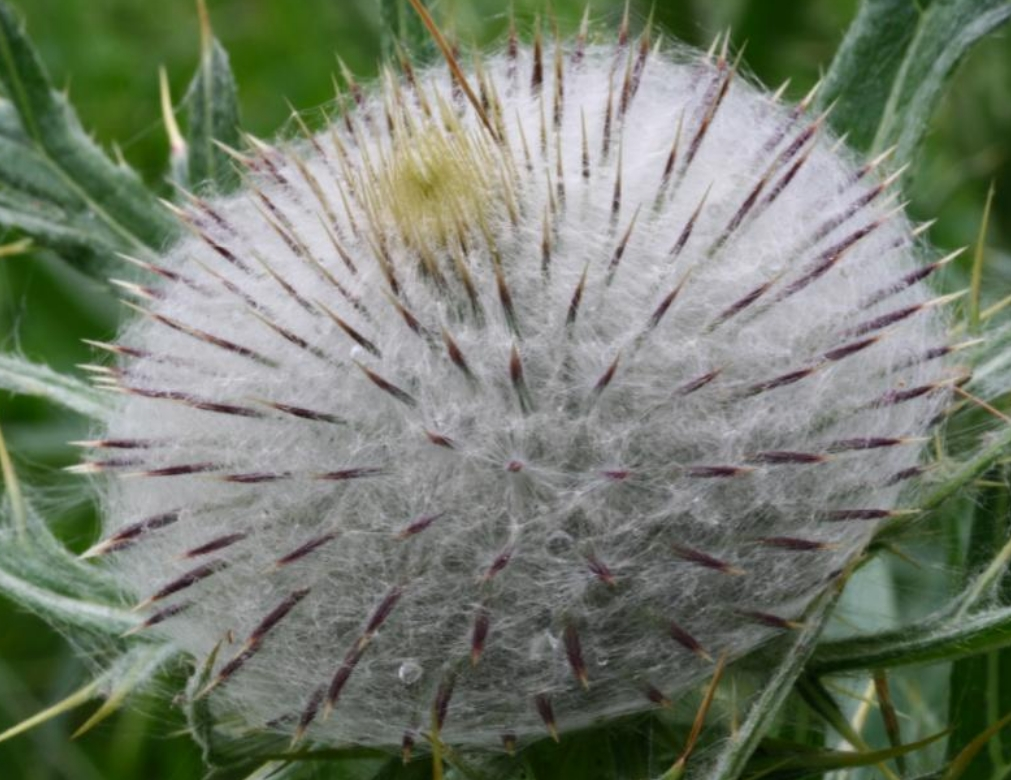
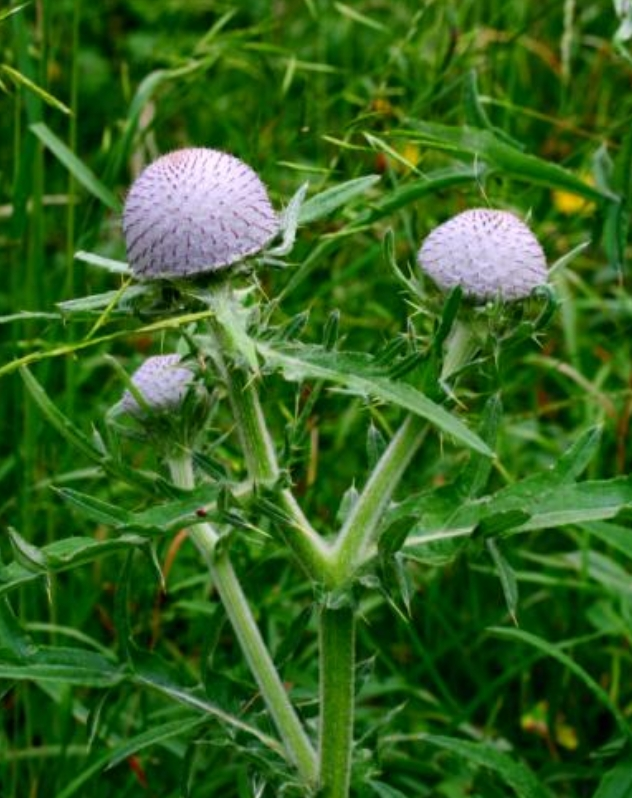
Possibile ibrido con C. vulgare